# Guaco

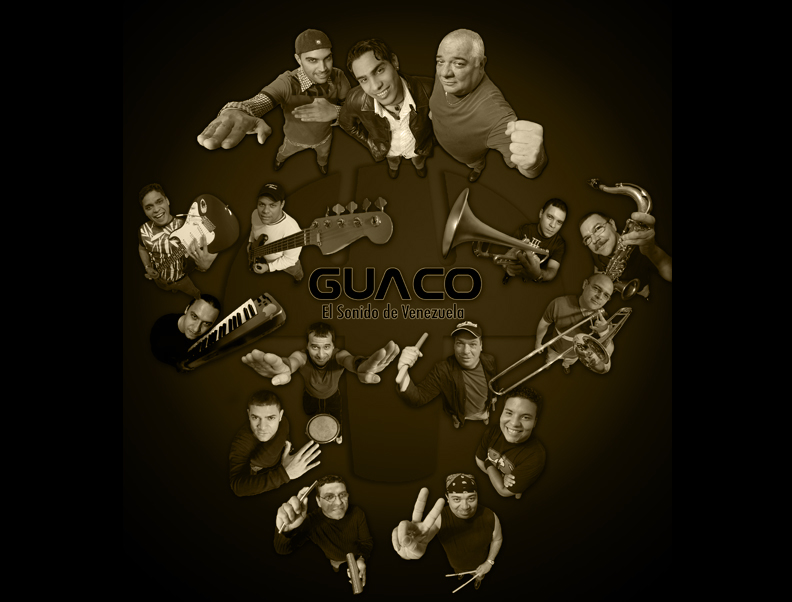
Membres du groupe Guaco.

Guaco est une formation orchestrale du Venezuela qui tire son origine du groupe gaita zuliana, mais qui s'est fort enrichie d'autres rythmes comme la salsa, le son, le rock, la pop et le jazz, à tel point que sa sonorité indéfinissable a nécessité une catégorie particulière, le sonido Guaco.
Le groupe fait ses débuts en 1964 sous le nom Conjunto Gaitero Estudiantil Los Guacos del Zulia. En 50 ans, le groupe a sorti 45 disques. En 2016 et 2017, le groupe reçoit un Latin Grammy Award.

## Discographie
- Esta gaita si está en algo - 1972
- Gaita a todo color con los Guaco - 1973
- Guaco 73
- No diga que no los ha escuchado ni los ha visto - 1974
- Guaco 75
- Guaco 76
- Grupo Guaco 77
- Criollo y Sabroso (double disque) - 1978
- Guaco 79
- Guaco 80
- Guaco 81
- Guaco 82
- Guaco 83
- Guaco es guaco - 1984
- Guaco 85
- Tercera Etapa - 1986
- Maduro - 1987
- Dejando Huella - 1988
- Betania - 1989
- Atraccion Fatal - 1990
- Guaco 90
- Guaco 91
- Guaco 91 (version japonaise)
- Guaco 92
- Guaco 93
- Guaco Clásico I
- Guaco Clásico II
- Guaco Clásico III - Sabroso
- Archipiélago
- Amazonas
- Cómo era y cómo es - 1999
- Guaco es Guaco - 2000
- Equilibrio - 2001
- Galopando - 2002
- El sonido de Venezuela - 2005